# Zornella
Zornella Jackson, 1932 è un genere di ragni appartenente alla famiglia Linyphiidae.

## Distribuzione
Le tre specie oggi attribuite a questo genere sono state reperite nella regione olartica: la Z. cultrigera in varie località della regione paleartica, le altre due in America settentrionale.

## Tassonomia
Divenuto un sinonimo posteriore di Pseudogonatium Strand, 1901 a causa della sinonimia della specie tipo con questa denominazione Pseudogonatium fuscomarginatum (Aakra, 2002); il nome meno recente è stato comunque soppresso per mancanza d'uso nelle pubblicazioni posteriori..
A giugno 2012, si compone di tre specie:
- Zornella armata (Banks, 1906) — USA, Canada, Alaska
- Zornella cryptodon (Chamberlin, 1920) — USA, Canada
- Zornella cultrigera (L. Koch, 1879)[3] — Regione paleartica

### Sinonimi
- Zornella fuscomarginata Strand, 1901; esemplare posto in sinonimia con Z. cultrigera (L. Koch, 1879) a seguito di un lavoro di Aakra del 2002[1].
- Zornella orientalis Marusik, Buckle & Koponen, 2007; esemplare posto in sinonimia con Z. cultrigera (L. Koch, 1879) a seguito di un lavoro di Tanasevitch del 2008[1].
- Zornella recurva (Strand, 1901); trasferiti qui dal genere Oedothorax; sono stati posti in sinonimia con Z. cultrigera (L. Koch, 1879) a seguito di un lavoro di Holm del 1944[1].